# Carta dei diritti fondamentali dell'Unione europea

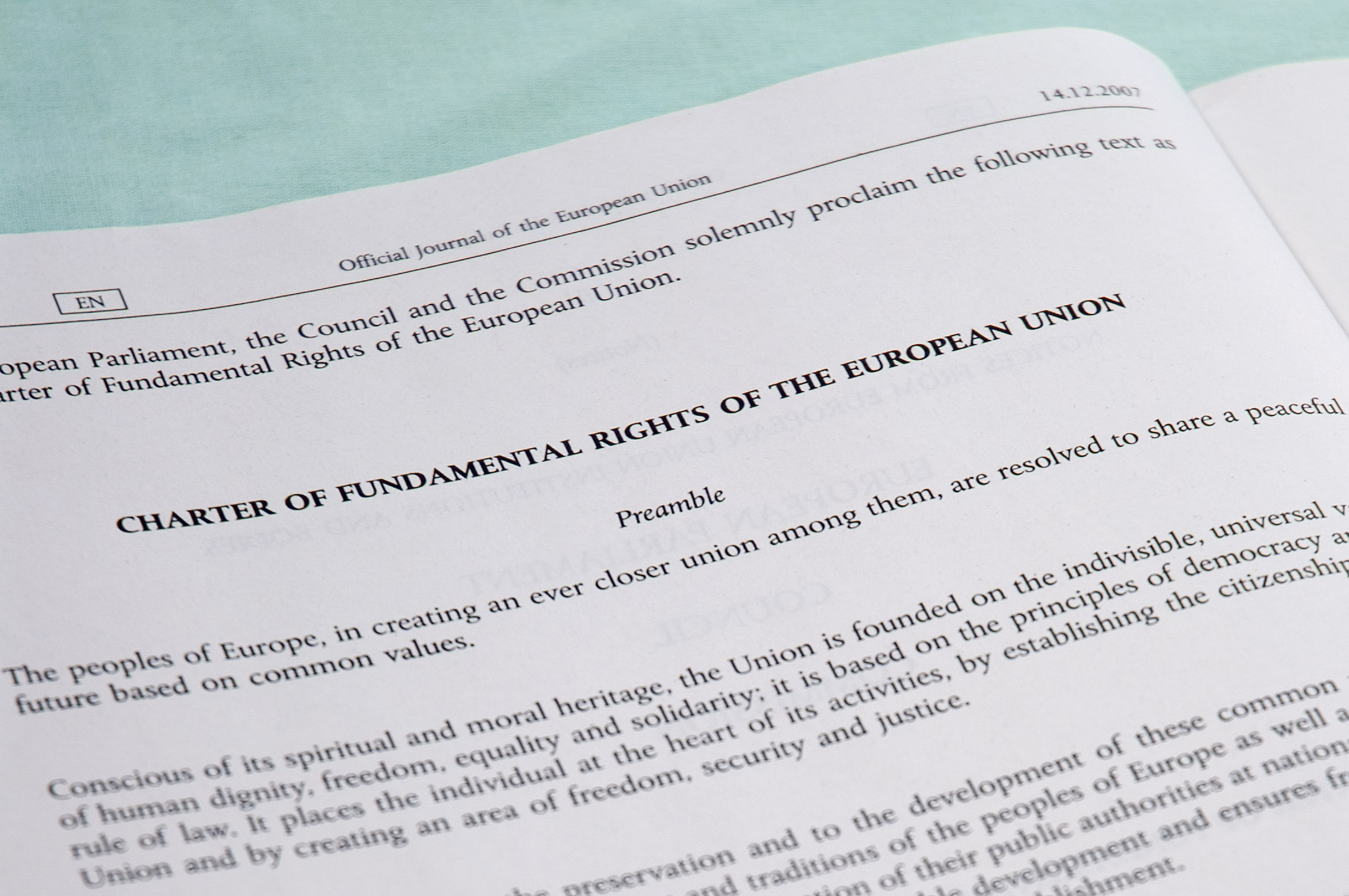
Preambolo della carta

La Carta dei diritti fondamentali dell'Unione europea (CDFUE), in Italia anche nota come Carta di Nizza, è proclamata una prima volta il 7 dicembre 2000 a Nizza e una seconda volta, in una versione adattata, il 12 dicembre 2007 a Strasburgo dal Parlamento, Consiglio e Commissione.
Con l'entrata in vigore del "trattato di Nizza", la Carta di Nizza ha il medesimo valore giuridico dei trattati, ai sensi dell'art. 6 del Trattato sull'Unione europea, e si pone dunque come pienamente vincolante per le istituzioni europee e gli Stati membri e, allo stesso livello di trattati e protocolli ad essi allegati, come vertice dell'ordinamento dell'Unione europea. Essa risponde alla necessità, emersa durante il Consiglio europeo di Colonia (3 e 4 giugno 1999), di definire un gruppo di diritti e di libertà di eccezionale rilevanza che fossero garantiti a tutti i cittadini dell'Unione.

## Storia
Sino all'approvazione della Carta dei diritti di Nizza, la protezione dei diritti fondamentali nelle Comunità europee (dopo il Trattato di Maastricht, Unione europea) fu quasi esclusivamente il prodotto della giurisprudenza della Corte di Giustizia. Con l'eccezione di un riferimento generico nel preambolo (“risoluti a rafforzare … le difese della pace e della libertà”), il Trattato di Roma non conteneva alcun riferimento ai diritti fondamentali. Tuttavia, già con la sentenza Stauder, C-29/69 del 1969, la Corte di Giustizia ebbe ad affermare che i diritti fondamentali “fanno parte dei principi generali del diritto comunitario, di cui la Corte garantisce l'osservanza”.
Successivamente, nella celebre sentenza Internationale Handelsgesellschaft, C-11/70 del 1970, la Corte chiarì che la tutela dei diritti fondamentali nell'ambito del diritto comunitario è ispirata “alle tradizioni costituzionali comuni agli stati membri” e deve essere garantita “entro l'ambito della struttura e delle finalità della Comunità”.  Nella sentenza Hauer, C-44/79 del 1979, si trova il primo riferimento alla Convenzione europea dei diritti dell'uomo (“nell'ordinamento giuridico comunitario, il diritto di proprietà è tutelato alla stregua dei principi comuni alle costituzioni degli stati membri, recepito nel protocollo addizionale alla Convenzione europea di salvaguardia dei diritti dell'uomo”), destinato a consolidarsi e a diventare sempre più frequente nella giurisprudenza della Corte di Giustizia in tema di diritti fondamentali.
Sulla base di questi principi, negli anni seguenti la Corte sviluppò, senza alcuna base testuale nei Trattati istitutivi delle Comunità europee, un catalogo di principi e diritti fondamentali di diritto comunitario che comprende, a titolo di esempio, il principio di proporzionalità, il diritto di proprietà e la libertà di iniziativa economica, il principio di eguaglianza, la libertà di religione, la libertà sindacale, la protezione dell'affidamento legittimo, la certezza del diritto, ecc. Con questa giurisprudenza la Corte di Giustizia reagì ad alcune sentenze delle corti costituzionali tedesche e italiane, che avevano individuato nella protezione dei diritti fondamentali un limite alla applicazione del diritto comunitario negli ordinamenti statali (Bundesverfassungsgericht, sentenza del 29 maggio 1974, c.d. Solange I; Corte costituzionale italiana, sentenza n. 183/1973).
Sviluppando una giurisprudenza sui diritti fondamentali, la Corte di giustizia intendeva sottrarre l'applicazione del diritto comunitario sul rispetto dei diritti fondamentali al controllo esercitato dai giudici nazionali. Al tempo stesso, la Corte stava gettando le basi per la Carta dei diritti di Nizza, che costituisce in gran parte una compilazione e un consolidamento della sua giurisprudenza in tema di diritti fondamentali.

## Descrizione

### La convenzione
Il progetto è stato elaborato da un'apposita Convenzione presieduta da Roman Herzog (ex Presidente della Repubblica federale tedesca) e composta di 62 membri:
- 15 rappresentanti dei capi di Stato e di governo degli Stati membri;
- 1 rappresentante della commissione europea;
- 16 membri del Parlamento europeo;
- 30 membri dei parlamenti nazionali.

### I diritti proclamati
La Carta enuncia i diritti e i principi che dovranno essere rispettati dall'Unione in sede di applicazione del diritto comunitario. L'attuazione di tali principi, comunque, è affidata anche alle normative nazionali. Il testo della Carta inizia con un preambolo ed i 54 articoli sono suddivisi in 6 capi i cui titoli enunciano i valori fondamentali dell'Unione:
- Dignità (art 1-5)[5];
- Libertà (art. 6-19);
- Uguaglianza (art. 20-26)[6];
- Solidarietà (art. 27-38)[7];
- Cittadinanza (art. 39-46);
- Giustizia (art. 47-50)[8].

Il settimo capo (art. 51-54) è rappresentato da una serie di "Disposizioni Generali" che precisano i criteri interpretativi da adottare nell'assegnare un significato alle disposizioni della carta, il suo ambito di applicazione (atti di diritto derivato e atti di diritto interno che intervengano in materie di competenza dell'Unione Europea) e la natura dei rapporti che intercorrono tra la Carta e la Convenzione europea dei diritti dell'uomo (CEDU).
Particolare rilevanza è assegnata alla clausola di equivalenza: essa stabilisce che, laddove CEDU e Carta di Nizza riconoscano un medesimo diritto, non si possano interpretare le disposizioni della Carta nel senso di assegnare al diritto in questione una portata e un contenuto più ristretti rispetto a quanto previsto dalla CEDU.
È invece fatta salva la possibilità di prevedere contenuti più ampli.
I diritti contenuti nella Carta sono classificabili in quattro categorie:
1. le libertà fondamentali comuni, presenti nelle costituzioni di tutti gli stati membri;
2. i diritti riservati ai cittadini dell'Unione, in particolare riguardo alla facoltà di eleggere i propri rappresentanti al Parlamento europeo e di godere della protezione diplomatica comune;
3. i diritti economici e sociali, quelli che sono riconducibili al diritto del lavoro[10]];
4. i diritti moderni, quelli che derivano da alcuni sviluppi della tecnologia, come la tutela dei dati personali o il divieto all'eugenetica e alla discriminazione di disabilità e di orientamento sessuale.

### Costituzione europea e Trattato di riforma
La Carta era stata inserita come seconda parte del progetto di Costituzione europea, in modo che quando questa fosse stata ratificata anche la Carta avrebbe assunto valore vincolante. Dopo il fallimento della ratifica della Costituzione si aprì un dibattito sull'opportunità di inserire la Carta nel nuovo trattato.
Il Regno Unito e la Polonia hanno però ottenuto in sede di conferenza intergovernativa di essere escluse dal campo di applicazione della Carta.
Anche la Repubblica Ceca, poco prima della ratifica ha ottenuto un opt-out dalla Carta.
In compenso, il Trattato di Lisbona all'articolo 6 non soltanto conferì alla Carta lo stesso valore giuridico dei trattati europei, ma incluse altresì l'adesione dell'UE alla CEDU: il parere n. 2/13 del 18 dicembre 2014 della Corte di giustizia dell'Unione europea ha però enunciato una serie di ostacoli alla proposta di trattato di adesione sottoposta al suo parere, per cui il processo negoziale è entrato in una fase di stallo.
A seguito di lavori interlocutori tra le due organizzazioni il 29 settembre 2020 una dichiarazione congiunta del Consiglio d'Europa e della Commissione Europea ha statuito la volontà di riprendere i negoziati per l'adesione dell'Unione europea alla CEDU.